# Ten Sharp
Ten Sharp es una banda neerlandesa de pop fundada en 1982. Su sencillo «You» fue un éxito en varios países de Europa durante 1991. En el Reino Unido alcanzó la décima posición en las listas de éxitos en 1992. La banda está formada por Marcel Kapteijn y Niels Hermes.

## Discografía

### Álbumes
- (1991): Under The Waterline
- (1993): The Fire Inside
- (1995): Shop Of Memories
- (1996): Roots Live
- (2000): Everything And More (Best Of)
- (2003): Stay

### Sencillos
- 1985: "When the Snow Falls"
- 1985: "Japanese Lovesong"
- 1986: "Last Words"
- 1987: "Way of the West"
- 1991: "You"
- 1991: "Ain't My Beating Heart"
- 1991: "When the Spirit Slips Away"
- 1992: "Rich Man"
- 1993: "Dreamhome (Dream On)"
- 1993: "Lines on Your Face"
- 1994: "Rumours in the City"
- 1994: "After All the Love Has Gone"
- 1995: "Feel My Love"
- 1995: "Shop of Memories"
- 1996: "Whenever I Fall"
- 1996: "Old Town"
- 1996: "Howzat"
- 1997: "Harvest for the World"
- 2000: "Beautiful"
- 2000: "Everything"
- 2003: "One Love"